# Maccaroni
Maccaroni (título original Maccheroni) es una película italiana de 1984 dirigida por Ettore Scola y protagonizada por Jack Lemmon y Marcello Mastroianni.

## Argumento
Antonio (Marcello Mastoianni) y Roberto (Jack Lemmon) son ex veteranos de la Segunda Guerra Mundial. Roberto regresó a Estados Unidos y ahora es un ejecutivo. Antonio vive en Nápoles e inventa cartas firmadas por Roberto para consolar a su hermana. Roberto regresa a Italia ignorante de lo que se avecina: será Antonio quien contacte con él y le narre la historia creada a sus espaldas, consciente y deliberadamente construida durante esos 40 años.
- Datos: Q2617110